# محلية القلابات
محلية القلابات (بالإنجليزية: Al Galabat District)‏ إحدى محليات ولاية القضارف، السودان.